# John Rhodes (Rennfahrer)
John Rhodes (* 18. August 1927 in Wolverhampton) ist ein ehemaliger britischer Autorennfahrer.

## Karriere
John Rhodes fuhr in den frühen 1960er-Jahren regelmäßig in der Formel Junior und gewann 1961 für das Midland-Racing-Partnership-Team  die irische Formel-Junior-Meisterschaft.
1962 bestritt er weiter Rennen in der Formel Junior und ging nunmehr für das Team des früheren Automboil-Weltmeisterschafts-Piloten Bob Gerard an den Start. 1963 wechselte er erneut und bestritt seine Rennen für die Mannschaft von Ken Tyrrell.
Bekannt wurde Rhodes aber als Werksfahrer von Mini in den späten 1960er-Jahren. Seinen einzigen Grand-Prix bestritt Rhodes beim Großen Preis von Großbritannien 1965. Der alte Cooper T60 von Bob Gerard war der Konkurrenz unterlegen und hatte das gesamte Wochenende ein Problem mit der Zündung das die Mechaniker von Gerard Racing nicht lösen konnten. Im Rennen fiel Rhodes mit Zündaussetzern weit zurück und musste vorzeitig aufgeben.

## Statistik

### Statistik in der Automobil-Weltmeisterschaft
Diese Statistik umfasst alle Teilnahmen des Fahrers an der Automobil-Weltmeisterschaft, die heutzutage als Formel-1-Weltmeisterschaft bezeichnet wird.

#### Gesamtübersicht
| Saison | Team              | Chassis    | Motor         | Rennen | Siege | Zweiter | Dritter | Poles | schn. Rennrunden | Punkte | WM-Pos. |
| ------ | ----------------- | ---------- | ------------- | ------ | ----- | ------- | ------- | ----- | ---------------- | ------ | ------- |
| 1965   | Bob Gerard Racing | Cooper T60 | Climax 1.5 V8 | 1      | −     | −       | −       | −     | −                | −      | −       |
| Gesamt | Gesamt            | Gesamt     | Gesamt        | 1      | −     | −       | −       | −     | −                | −      |         |

#### Einzelergebnisse
| Saison | 1 | 2 | 3 | 4   | 5 | 6 | 7 | 8 | 9 | 10 |
| ------ | - | - | - | --- | - | - | - | - | - | -- |
| 1965   |   |   |   |     |   |   |   |   |   |    |
|        |   |   |   | DNF |   |   |   |   |   |    |

| Legende  | Legende            | Legende                                                          |
| Farbe    | Abkürzung          | Bedeutung                                                        |
| -------- | ------------------ | ---------------------------------------------------------------- |
| Gold     | –                  | Sieg                                                             |
| Silber   | –                  | 2. Platz                                                         |
| Bronze   | –                  | 3. Platz                                                         |
| Grün     | –                  | Platzierung in den Punkten                                       |
| Blau     | –                  | Klassifiziert außerhalb der Punkteränge                          |
| Violett  | DNF                | Rennen nicht beendet (did not finish)                            |
| Violett  | NC                 | nicht klassifiziert (not classified)                             |
| Rot      | DNQ                | nicht qualifiziert (did not qualify)                             |
| Rot      | DNPQ               | in Vorqualifikation gescheitert (did not pre-qualify)            |
| Schwarz  | DSQ                | disqualifiziert (disqualified)                                   |
| Weiß     | DNS                | nicht am Start (did not start)                                   |
| Weiß     | WD                 | zurückgezogen (withdrawn)                                        |
| Hellblau | PO                 | nur am Training teilgenommen (practiced only)                    |
| Hellblau | TD                 | Freitags-Testfahrer (test driver)                                |
| ohne     | DNP                | nicht am Training teilgenommen (did not practice)                |
| ohne     | INJ                | verletzt oder krank (injured)                                    |
| ohne     | EX                 | ausgeschlossen (excluded)                                        |
| ohne     | DNA                | nicht erschienen (did not arrive)                                |
| ohne     | C                  | Rennen abgesagt (cancelled)                                      |
| ohne     | keine WM-Teilnahme |                                                                  |
| sonstige | P/fett             | Pole-Position                                                    |
| sonstige | 1/2/3/4/5/6/7/8    | Punktplatzierung im Sprint-/Qualifikationsrennen                 |
| sonstige | SR/kursiv          | Schnellste Rennrunde                                             |
| sonstige | *                  | nicht im Ziel, aufgrund der zurückgelegten Distanz aber gewertet |
| sonstige | ()                 | Streichresultate                                                 |
| sonstige | unterstrichen      | Führender in der Gesamtwertung                                   |

### Le-Mans-Ergebnisse
| Jahr | Team                    | Fahrzeug                     | Teamkollege  | Platzierung | Ausfallgrund     |
| ---- | ----------------------- | ---------------------------- | ------------ | ----------- | ---------------- |
| 1965 | Donald Healey Motor Co. | Austin Healey Sebring Sprite | Paul Hawkins | Rang 12     |                  |
| 1966 | Donald Healey Motor Co. | Austin Healey Sprite Le Mans | Clive Baker  | Ausfall     | Kupplungsschaden |

### Sebring-Ergebnisse
| Jahr | Team                | Fahrzeug | Teamkollege  | Platzierung | Ausfallgrund |
| ---- | ------------------- | -------- | ------------ | ----------- | ------------ |
| 1967 | British Motor Corp. | MGB      | Timo Mäkinen | Rang 12     |              |

### Einzelergebnisse in der Sportwagen-Weltmeisterschaft
| Saison | Team             | Rennwagen                | 1   | 2   | 3   | 4   | 5   | 6   | 7   | 8   | 9   | 10  | 11  | 12  | 13  | 14  | 15  | 16  | 17  | 18  | 19  | 20  |
| ------ | ---------------- | ------------------------ | --- | --- | --- | --- | --- | --- | --- | --- | --- | --- | --- | --- | --- | --- | --- | --- | --- | --- | --- | --- |
| 1965   | Healey Motor     | Austin-Healey Sprite     | DAY | SEB | BOL | MON | MON | RTT | TAR | SPA | NÜR | MUG | ROS | LEM | REI | BOZ | FRE | CCE | OVI | NÜR | BRI | BRI |
| 1965   | Healey Motor     | Austin-Healey Sprite     |     |     |     |     |     |     |     |     | 12  |     |     |     |     |     |     |     |     |     |     |     |
| 1966   | BMC Healey Motor | MGB Austin-Healey Sprite | DAY | SEB | MON | TAR | SPA | NÜR | LEM | MUG | CCE | HOK | SIM | NÜR | ZEL |     |     |     |     |     |     |     |
| 1966   | BMC Healey Motor | MGB Austin-Healey Sprite |     |     |     | 9   |     |     | DNF |     |     |     |     |     |     |     |     |     |     |     |     |     |
| 1967   | BMC              | MGB                      | DAY | SEB | MON | SPA | TAR | NÜR | LEM | HOK | MUG | BRH | CCE | ZEL | OVI | NÜR |     |     |     |     |     |     |
| 1967   | BMC              | MGB                      | 12  |     |     |     |     |     |     |     |     |     |     |     |     |     |     |     |     |     |     |     |